# چیز بزرگ بعدی (فیلم)
چیز بزرگ بعدی (به انگلیسی: The Next Big Thing) یک فیلم کمدی عاشقانه است که در سال ۲۰۰۱ با بازی مارین هینکل، کریس ایژمن، جیمی هریس، کانی بریتون و جنت زریش ساخته شد که کارگردانی آن را پی.جی. پوزنر بر عهده داشت.

## طرح
گاس بیشاپ یک نقاش با استعداد دست و پا چلفتی در نیویورک است که توانایی بازاریابی آثارش را در دنیای مخاطبان هنر ندارد. او که مدت‌ها در مترو مشغول دزدی و جیب بری بوده‌است، با آشنایی با فردی به نام دیچ، زندگی اش زیر و رو می‌شود. خانهٔ او بلافاصله بعد از این آشنایی مورد دستبرد قرار می‌گیرد. دیچ برای استفاده از کالاهای دزدیده شده خود، تصمیم به خلق جفری بویاردی، یک هنرمند خیالی با مشخصات جالب توجه می‌گیرد و از همین رو به کارهای گاس علاقه‌مند می‌شود.

## بازیگران
- کریس ایژمن در نقش گاس اسقف
- جیمی هریس در نقش دیچ اسکامبل
- کانی بریتون در نقش کیت کراولی
- جانت زاریش در نقش فلورانس روبین
- مایک استار در نقش والتر شنیتکن
- فارلی گرنجر در نقش آرتور پمپوسلو
- مارین هینکل در نقش شاری لامپکین
- پیتر گیلز در نقش راجر
- دخن تورمان در نقش دامیان اسپایر
- جان سیتز در نقش آقای چسیک
- ایلین گتز در نقش تریش کین
- ادوارد جیمز هیلند به عنوان مدیر موزه (در نقش اد هیلند)
- گرتا گرونن در نقش برنیس چسیک
- سامیا شعیبی در نقش واردا آبروموویتز
- داگ استون در نقش آقای ویلارد

## واکنش‌ها
این فیلم با بررسی‌های مختلفی روبرو شد، Rotten Tomatoes گزارش داد که ۴۱٪ از منتقدان به آن نظر مثبت داده‌اند. لارنس ون گلدر از نیویورک تایمز آن را «یک فیلم ماهرانهٔ شایان توجه، خنده دار و درایا تصویری منسجم از دنیای هنر» خواند. در مقابل، کوین توماس از لس آنجلس تایمز معتقد بود که این فیلم، یک طنز ضعیف و خسته کننده" است،